# Розас де Мадрид
Розас де Мадрид (шп. Las Rozas de Madrid) град је у Шпанији у аутономној заједници Мадрид у покрајини Мадрид. Према процени из 2008. у граду је живело 83.428 становника.

## Становништво
Према процени, у граду је 2008. живело 83.428 становника.
| 1991.  | 2001.  |
| ------ | ------ |
| 35.137 | 63.385 |

## Партнерски градови
- Villebon-sur-Yvette